# Luckey’s Rendezvous
Luckey’s Rendezvous war ein New Yorker Jazzclub, der in den 1940er und 1950er Jahren bestand und bis 2011 als St. Nick’s Pub weitergeführt wurde. 
Der Jazzclub Luckey’s Rendezvous befand sich im New Yorker Stadtteil Harlem in der 773 St. Nicholas Avenue zwischen 148th und 149th Street im Sugar Hill District. Er entstand in den Räumlichkeiten des in den 1930er Jahren bestehenden Poosepahtuck Club (benannt nach einem New Yorker Indianerstamm), in dem Joe Jordan Hauspianist war und die Bluesvokalistin Monette Moore auftrat. Benannt wurde der Club nach der  Harlemer Stride-Piano-Legende Luckey Roberts, der den Club 1940 eröffnete.
Dort traten dann u. a. Art Tatum, Donald „The Jersey Rocket“ Lambert und Marlowe Morris auf. Der junge Saxophonist Sonny Rollins, der aus dem Stadtteil Sugar Hill stammt, unternahm dort erste musikalische Versuche, ebenso Jackie McLean, Kenny Drew, Walter Bishop Jr. und Art Taylor.  
Die Räumlichkeiten des Clubs, in dem sich zwischenzeitlich eine Bar namens Pink Angel befand, wurden Anfang der 1960er Jahre von Lillian Lampkin erworben, die einige Liquor stores in Harlem besaß, und schließlich in St. Nick’s Pub umbenannt. Dort traten in den folgenden Jahren u. a. Frank Lacy, Olu Dara, Sarah Vaughan, James Carter, Bill Saxton, David Murray, Roy Hargrove, Cecil Payne, Wycliffe Gordon, Leon Thomas, Russell Malone, Olu Dara, Roy Ayers und Wynton Marsalis auf. Im St. Nick's Pub entstand 1998 das Album Sugar Hill Jazz Quartet um Patience Higgins mit Hamiet Bluiett als Gast. 2008 nahm dort Salim Washington mit seinem Harlem Arts Ensemble (u. a. mit Frank Lacy) das Livealbum Live at St. Nick's auf. Vincent Lampkin übernahm den Club 2010 nach dem Tod seiner Mutter, musste ihn aber bereits 2011 schließen, nachdem er keine eigene Ausschanklizenz (liquor license) erhielt. Der Pianist Donald Smith gab das letzte Konzert in dem Club.
St. Nick's Pub galt mit dem Lenox Lounge als Bestandteil der Wiederbelebung von Harlem zu Beginn des 21. Jahrhunderts.
Das Charlie-Parker-Album Live at St. Nick's von 1950 entstand nicht in dem Nachtclub, sondern in der St. Nicholas Arena, einem Boxring auf der 66. Straße.